# Devika Strooker
 (février 2019).
Si vous disposez d'ouvrages ou d'articles de référence ou si vous connaissez des sites web de qualité traitant du thème abordé ici, merci de compléter l'article en donnant les références utiles à sa vérifiabilité et en les liant à la section « Notes et références ».
Devika Strooker, née le 13 décembre 1963 à Amsterdam,, est une actrice néerlandaise.

## Filmographie[3]

### Cinéma et téléfilms
- 1978 : Camping : Reina
- 1983 : Brandende liefde (nl) : Margot
- 1984 : Ciske de Rat : Bruidje
- 1985 : Het bloed kruipt : Deux rôles (Angela et Maria)
- 1986 : Als in een roes (nl) : Esmée
- 1987 : Odyssée d'amour : Ramona
- 1990 : Romeo : L'actrice
- 1991-1992 : 12 steden, 13 ongelukken (nl) : Vivien van Beren
- 1991-1994 : We zijn weer thuis (nl) : Marjolein Koopmans
- 1993 : Vrouwenvleugel (nl) : Tessa Boonstra
- 1993 : Pleidooi (nl) : Liesbeth Evertse
- 1995 : Coverstory (nl) : Stella
- 1998 : Novellen: Tussen de bomen : L'ex-femme de Robert
- 1999-2000 : Blauw blauw (nl) :	Karin
- 2000 : De zee die denkt (nl) :	Marga
- 2002 : Achttien (nl) :	Johanna
- 2004 : Missie Warmoesstraat (nl) : Stanni de Zwart
- 2006 : Intensive care (nl) :	Rosa Goorhuis
- 2007 : Het Laatste Verlangen : La journaliste
- 2007 : Rollercoaster : Julia
- 2011 : Kort! (nl) : La mère
- 2011 : Goede tijden, slechte tijden : Docteur Vreeburg
- 2012 : Dokter Deen (nl) : Charlotte
- 2016 : Flikken Maastricht : La mère de Jesse